# Postprozessuale Archäologie
Die postprozessuale Archäologie, manchmal auch Interpretative Archäologie genannt, ist eine archäologische Theorie, die die Subjektivität archäologischer Interpretationen betont. Anstelle einer unscharf umrissenen Reihe von Gemeinsamkeiten besteht postprozessuale Archäologie aus vielseitigen Gedankensträngen, die zu einem losen Gefüge von Traditionen zusammengefasst werden. Innerhalb des Post-Prozessualismus wurde eine Vielzahl theoretischer archäologischer Blickpunkte zusammengefasst, darunter Strukturalismus und Neomarxismus, sowie eine Reihe verschiedener archäologischer Techniken wie etwa die Phänomenologie.

## Forschungsgeschichte
Die postprozessuale Archäologie wird als kritische Antwort auf die New Archaeology bzw. die „prozessuale Archäologie“ verstanden. Der durch den britischen Archäologen Ian Hodder geprägte Begriff umfasst neue Strömungen in der Archäologie, die sich seit den 1980er Jahren kritisch mit der New Archaeology auseinandersetzten. Führend in dieser Debatte waren Universitäten in England (besonders Cambridge) und Skandinavien. Zu den sich neu entwickelten Ansätzen gehören der aus Frankreich übernommene Strukturalismus, der Poststrukturalismus, die kontextuelle Archäologie mit dem theoretischen Hintergrund der Hermeneutik und die Phänomenologie. Ebenfalls flossen Ideen aus feministischen, marxistischen und literaturwissenschaftlichen Strömungen, sowie aus der allgemeinen Kulturtheorie ein.
All diesen Strömungen liegt die Opposition zur prozessualen Archäologie zu Grunde, an der vier Aspekte stark kritisiert werden.
Erstens ihr Positivismus, wonach Interpretationen aufgrund von Theorien entwickelt werden können, die auf der objektiven Erkenntnis der gesammelten Daten beruhen. Vertreter des Postprozessualismus halten dagegen, dass schon bei der Datensammlung bzw. der Dokumentation einer Ausgrabung, erst recht aber bei der Modellbildung und Interpretation subjektive Wahrnehmungen mit einfließen. Zweitens wird kritisiert, dass keine Versuche unternommen werden, die Denkweisen und Mentalitäten vergangener sozialer Gruppen zu erforschen und in die Interpretationen einzubeziehen. In der postprozessualen Archäologie wurde dies zu einem Thema von zentraler Bedeutung. Drittens würden in der prozessualen Archäologie sowohl das Individuum als auch die materielle Kultur zu passiv und von äußeren Einflüssen (Natur, Umwelt) abhängig dargestellt. Gesellschaftlicher Wandel sollte vielmehr das Handeln von Individuen mit einbeziehen. Materielle Kultur wird in diesem Zusammenhang sowohl als Werkzeug als auch als eigenwirksam konzeptualisiert. Viertens ist die Methode der kulturübergreifenden Vergleiche insofern problematisch, als dadurch das Eigene einer Gesellschaft, Kultur oder sozialen Gruppe, und damit die Geschichte, vernachlässigt wird. Die postprozessuale Archäologie hingegen interessiert sich für den spezifischen Wandel von lokalen Entitäten im Spiegel von Handlungsvollzügen.
Insgesamt war es das Ziel der postprozessualen Archäologie, soziale Praktiken in den Mittelpunkt des Vergangenheitsinteresses zu stellen sowie die Bedeutungen von Symbolen für archäologisch fassbare gesellschaftliche Gruppen zu eruieren. Daneben sollte die Verengung auf eine scheinbar richtige Interpretation durch größere Interpretationsspielräume vermieden werden. Bis in die 1990er Jahre blieb die postprozessuale Archäologie hiermit aber oft eine Kritik an einem älteren Paradigma. 1980 kam es unter der Ägide von Ian Hodder zu einer Konferenz, die bis heute als erster öffentlicher Auftritt dieser neuen Richtung angesehen werden kann.
Ab den 1990ern wurde die archäologische Theoriebildung stärker mit Praxis verbunden und die postprozessuale Archäologie wurde nun für einige Zeit auch unter dem Begriff „Interpretative Archäologie“ zusammengefasst. Es wurde angenommen, dass verschiedene Personen mit je unterschiedlichen sozialen Hintergründen die Vergangenheit automatisch unterschiedlich interpretieren. Hermeneutik und der Rückgriff auf Literatur und Philosophie (u. a. Barthes, Derrida) führten dazu, dass postprozessuale Archäologen die Vergangenheit mit einem Text verglichen, den es zu „lesen“ galt und der nicht nur einen „wahren“ Inhalt besitzt, sondern je nach Lesenden mit verschiedenen Wahrheiten aufgeladen werden kann. Heute herrscht in der englischsprachigen Archäologie allgemeine Übereinstimmung, dass es keine einzige und beste Theorie geben kann – ein Theorie-Pragmatismus kennzeichnet die rezente Phase des Postprozessualismus.
Die wichtigsten Vertreter des Postprozessualismus sind Ian Hodder, Michael Shanks, Christopher Tilley, John C. Barrett und Julian Thomas.

## Symbole und Bedeutung
Im Gegensatz zur prozessualen Archäologie, die den Schwerpunkt auf Funktionen, Gebrauch und Herstellungsart eines Artefakts legt, wird in der kontextuellen Archäologie die kulturelle Bedeutung materieller Kultur betont. Als Hintergrund dient die Annahme, dass alle Bestandteile einer Kultur so konstruiert sind, dass sie immer schon mit Sinn aufgeladen sind.
Durch ein zunehmendes Interesse an Linguistik, Strukturalismus und Semiotik ab Mitte der 1970er Jahre in den Geisteswissenschaften beeinflusst, entstand die Theorie, dass materielle Hinterlassenschaften als Symbole zu betrachten sind, die ähnlich wie ein Text gelesen werden können und bestimmten Regeln unterliegen. Symbole sind als Bedeutungsträger zu definieren, die mit einer oder mehreren Vorstellungen verbunden sind. Sie können nicht nur Zeichen und Bilder, sondern auch Gegenstände und Installationen sein. Zum Beispiel kann ein Herd in seiner funktionellen Bedeutung als Kochstelle begriffen, intuitiv aber auch als Mittelpunkt eines Haushaltes empfunden werden. Solche Sinneinheiten können in unterschiedlichen Kontexten verschiedene, auch widersprüchliche Bedeutungen haben. Dabei liegt die Betonung auf dem Kontext von Objekten. Das Objekt erhält seine konkrete(n) Bedeutung(en) aus dem Kontext und gibt gleichzeitig dem Kontext einen Sinngehalt. Zwischen Objekt und Kontext besteht also eine dynamische Wechselbeziehung. Ein Objekt kann außerdem unterschiedliche Bedeutung(en) für seinen Hersteller, die Menschen, die es benutzt haben und für die Archäologen haben. Demnach ändern sich Bedeutungen im Laufe der Zeit und sind abhängig von sich wandelnden Kontexten und Interpreten. Deren Verständnis wiederum ist an den Kontext und/oder an das Vorhandensein relevanten Vorwissens geknüpft.
Da Objekte mehrfache Interpretationen erlauben, sind Bedeutungen immer polysemisch, d. h., es gibt nicht eine richtige, sondern verschiedene, vom Kontext abhängige, gültige Bedeutungen.
Am Beispiel des Herdes würden die oben genannten Prinzipien folgendermaßen aussehen:
Die Denotationen für die Erbauer des Herdes sind die Möglichkeiten zur Zubereitung warmer Speisen sowie die Nutzung als Wärmequelle für Hausbewohner. Die Konnotationen, die ein Herd aufweisen kann, ergeben sich aus dem Kontext. Ist der Herd die einzige Wärmequelle des Haushalts, symbolisiert er mit ziemlicher Sicherheit sein soziales und kommunikatives Zentrum, was im Kontext eines kalten Klimas wiederum eine höhere Relevanz besitzt als in Äquatornähe.
In der Erfahrungswelt eines Kindes wird ein Herd eine ganz andere Bedeutung besitzen als für einen Erwachsenen, wobei natürlich das Feuer und dessen Bändigung eine eigene Symbolik haben, von der ausgehend man eine weitere Bedeutungskette bilden könnte.

## Methoden: Hermeneutik
Als zentrale Methode der postprozessualen Archäologie zur Entschlüsselung der Symbole dient die Hermeneutik. Eine Annäherung an fremde Ideenwelten sollte durch das Verfahren des hermeneutischen Zirkels erreicht werden. Ausgangspunkt hierbei ist eine möglichst umfangreiche Materialsammlung, mit deren Hilfe eine sinnvolle Frage gestellt werden soll. Das vorhandene Vorwissen wird dann auf eine Antwort auf die vorher formulierte Frage abgesucht, in der Hoffnung auf einen Erkenntnisgewinn, der das Ausgangswissen erweitert. Auf Basis des neuen Wissens kann dieser Vorgang beliebig wiederholt werden (gleich einer Spirale) und soll so zu einem immer besseren „Verstehen“ vergangener Vorstellungen führen. Als Ergebnis erhält man eine Anzahl gleichwertiger, sich eventuell gar widersprechender Interpretationen, die nicht falsifiziert werden können, sondern nur unterschiedlich plausibel sind. Aus dem Konzept des hermeneutischen Zirkels wird klar, dass in diesem Bereich der Forschung keine objektive Wissenschaft möglich ist, denn wir können nie vollkommen unvoreingenommen sein. Vorurteile sozialer, politischer und wissenschaftlicher Natur beeinflussen unbewusst alle Interpretationen der Vergangenheit. Es ist keine „korrekte“ und endgültige Interpretation möglich, weswegen jedem das Recht eingeräumt wird, sich eine eigene Meinung über die Vergangenheit zu bilden. Der hermeneutische Zirkel stellt einen nie endenden Prozess dar, in dem jede neue Generation ermutigt werden soll, das vorhandene Wissen zu re-evaluieren.

## Multivokalität
Die Rezeption von Foucaults Werken durch die postprozessuale Archäologie führte dazu, dass man sich des Zusammenhangs zwischen Macht und Wissen, insbesondere akademischem Wissen, gewahr wurde. Gleichzeitig regten sich Widerstände, besonders seitens der Native Americans in den USA, gegen eine Archäologie, die unreflektiert Gräber der indigenen Bevölkerungen auf der Suche nach Grabbeigaben und Anzeichen für nicht-westliche Riten ausgrub, die Objekte und Skelette in Museumskellern unterbrachte, oder sie gar ausstellte. Der Widerstand gegen diese als Raub und fortgesetzter Ethnozid empfundene Wissenschaft der Archäologie wurde von der postprozessualen Archäologie, ganz im Gegensatz zu den Vertretern der prozessualen, kulturhistorischen und evolutionistischen Richtungen ernst genommen.
Man sprach zunächst von der Berücksichtigung der Interessen von „Stakeholders“ im Allgemeinen, womit nicht nur indigene Gruppen, sondern auch Landbesitzer, Gemeinden, die nahe an einem Ausgrabungsort leben, die „Öffentlichkeit“, aber in spezifischen Fällen auch religiös Motivierte gemeint sein können. Archäologie behielt zunächst die Aufgabe der Orchestrierung solcher Stimme. Der archäologische Diskurs hatte sich damit noch nicht klar in den von „Stakeholders“ als gleichwertig eingereiht.
Letzteres Extrem kam im Zuge postkolonialer Überlegungen immer deutlicher auf, als postkoloniale Historiker und andere Intellektuelle dem Westen vorwarfen, die gesamte Rationalität des Argumentierens sei ein Instrument der Dominanz und Unterdrückung anderer. Tendenziell schien es, als ob man vom Dialog mit interessierten Laien sich in eine Richtung bewegte, in der jeder mit gleichem Recht eine Interpretation für archäologische Ergebnisse liefern konnte. Daher wird Multivokalität oft scharf als „Relativismus“ angegriffen, der Faschisten, Rassisten und Chauvinisten den Weg zum legitimen Diskurs in archäologischen Sphären öffnet wie Minderheiten, die bislang keinerlei Mitspracherecht an der Interpretation ihrer eigenen Vergangenheit hatten.
Das Projekt in Çatalhöyük ist ein gutes Beispiel für praktizierte Multivokalität, denn auf der Website zumindest können sich Interessierte mit ihren Ideen zur Interpretation des Projekts einbringen, wozu unter anderem Ökonfeministen zählen. Andere Interessierte, die hier sehr viel deutlicher zu Wort kommen als es normalerweise der Fall ist, sind z. T. lokale Einwohner wie etwa ein Grabungswächter.
Dennoch muss man zwischen einer unbeschränkt-naiven Selbstrücknahme unterscheiden, die letztlich unter den Stakeholders denjenigen die deutlichste Stimme gibt, die a priori schon am meisten Macht haben, und einer reflexiven Multivokalität, die im Dialog nach allen Seiten eine verantwortungsvolle Vielstimmigkeit erzeugt. Postprozessualismus beinhaltet beides.

## Agency: Ursprung und Inhalte
Die Agency-Theorien gehören zu den postprozessualen Archäologien und sind somit Teil der Reaktion auf prozessuale Systemmodelle und Strukturalismus. Für das Konzept von „agency“ (engl. für Handlungspotential, Wirkung, Tätigkeit) gibt es keine einheitliche Definition Allgemein handelt es sich um die archäologische Auseinandersetzung mit den Handlungsspielräumen von Menschen. Agency grenzt sich vom in der prozessualen Archäologie gebräuchlichen Begriff des „behaviour“ ab, welcher den Wandel menschlicher Kulturen auf äußere Einflüsse wie Klima, Naturkatastrophen und ähnliches zurückführt, und Prozesse der Geschichte eher auf großen Zeitskalen beobachtet. Agency ist mit den Handlungstheorien von Soziologen des 19. und 20. Jahrhunderts verbunden (z. B. Karl Marx, Max Weber). Seit den 1980er Jahren wurden soziologische Theorien in die archäologische Forschung übernommen, so dass handlungstheoretische Konzepte langsam in den Bereichen Feminismus, Gender Studies und der kognitiven Archäologie Anwendung fanden. Ein wissenschaftlicher Diskurs zum Umgang mit Agency begann allerdings erst im Jahr 2000 mit dem Sammelband Agency in Archaeology von Marcia-Anne Dobres und John Robb.

### Theorie
Martin Wobst beschäftigt sich mit dem Zusammenhang zwischen materieller Kultur und dem Handlungspotential der Menschen. Einerseits ist das Herstellen eines Artefaktes ein Einfluss auf die Umwelt, andererseits beeinflusst es aber auch die menschliche Gemeinschaft, in und von der es geschaffen wurde. Ein Artefakt besitzt immer eine soziale Komponente. Diese kann herausgearbeitet werden, indem das Verhältnis zwischen funktionalen und unfunktionalen Teilen eines Artefaktes evaluiert wird. Erst hiernach lässt sich sagen, ob „Wert“ auf die Optimierung gelegt wurde, ob Ästhetik eine Rolle spielt, oder ob diesem Artefakt vielleicht gar keine soziale Beachtung geschenkt wurde.
Timothy R. Pauketat verwendet die Agency-Theorie zur Interpretation des Aufkommens sozialer Hierarchien in der Mississippi-Region. Agency geht davon aus, dass Menschen oftmals gar nicht ahnen, wie sich die von ihnen angelegten Strukturen auf lange Sicht auswirken. Die Stratigraphien von Erdhügeln in der Mississippi-Region zeigen, dass in jährlichen ritualbedingten Konstruktionszyklen die Hügel aufgeschüttet wurden. Die Erbauer handelten also im Sinne einer Tradition. Unbewusst wurden mit dem Pflegen dieser Tradition Strukturen angelegt, aus denen auf lange Sicht soziale Hierarchien entstanden.
Die Agency-Theorien beschäftigen sich mit der Erfassung von Individuen und deren Handlungen. Jeder Mensch trifft aus einer (persönlichen, sozialen, ökonomischen, ökologischen etc.) Situation heraus Entscheidungen, d. h., er ist durch ein Vorwissen geprägt. Selbst der Gedanke, frei zu sein und machen zu können, wonach es einem beliebt, geht auf spezifische Umstände zurück, die ihn erst ermöglichen. Dieses Vorwissen gibt ihm ein Handlungspotential und damit einen gefilterten Entscheidungsspielraum vor, aus dem schließlich durch Abwägung eine Wahl getroffen wird.
Es geht dabei um die Erforschung einer kulturell geprägten Gruppe mittels möglichst exakter Methoden wie z. B. Demographie oder Paläopsychologie. Für die Anwendung von Agency ist es wichtig, die Hintergründe zu erkennen, die zu den Entscheidungen führten, die ein Individuum oder eine Gruppe getroffen haben. Daran wird versucht, einer Handlungskette Gründe und Absichten zuzuweisen. Um Absichten erkennen und formulieren zu können, muss ein großer Kontext erfassbar sein (physische und soziale Umwelt, Status des Einzelnen und Struktur des sozialen Gefüges). Eine Grundannahme ist, dass es keine statische Struktur von Kultur gibt. Jedes Handeln eines Einzelnen wirkt sich immer direkt und indirekt auf die Kultur aus. Somit ist die Kultur als solche nie an zwei Zeitpunkten dieselbe, sondern immer nur eine Annäherung an abstrahierbare Charakteristika.
Hodder postuliert, dass geschichtliche Prozesse durch das Handeln von Individuen entstehen. „Die Kraft des Menschen zum Handeln“ steht im Vordergrund. Auch im Agency-Diskurs stehen Begriffe wie der „freie Wille des Individuums“, die „Wahrnehmung des Menschen durch seinen Körper“ und die daraus resultierende Reflexion der Wirklichkeit in Gegenständen im Zentrum. Es wird damit versucht, sich einer Perspektive archäologischer Kulturen anzunähern, die der Sicht ihrer ursprünglichen Teilnehmer entspricht. Ein Problem dieses Ansatzes liegt in den archäologischen Quellen. Ein solcher hermeneutischer Erklärungsansatz ist stark abhängig davon, dass die zugrunde liegenden Daten sehr dicht sein müssten. Deshalb lasse sich dies nur an wenigen Fundorten sinnvoll anwenden, etwa auf Pompeji, Çatalhöyük oder auf den „Ötzi“.

### Kritik an Agency
Ein wesentlicher Kritikpunkt an den Handlungstheorien (Agency) besteht darin, dass
strukturveränderndes Handeln in vormodernen Zeiten weniger dominant war. Erst im Zuge der Industrialisierung kann zielgerichteter Wandel als rational zweckdienlich angesehen werden. Weiterhin wird hier kritisiert, dass nicht darauf eingegangen wird, welche Rolle die sozialen Verhältnisse spielen, die das Bewusstsein unbewusst prägen und verändern. Die Frage, wie Bewusstsein entsteht und wie es sich zusammensetzt, wird nicht gestellt. Der Mensch wird hier primär als Produzent und Verbraucher angesehen, was den Einfluss spätkapitalistischer Ideen verdeutlicht. Die Postprozessualisten legen zudem dem Handeln einen Sinn zugrunde, welcher jedoch in vielen Fällen nicht versprachlicht werden kann. Höchstens „intuitive“ Bedeutungen können Gegenständen beigemessen werden, d. h., dass bestimmte Gestaltungs- und Verhaltensmerkmale aus gesellschaftlichen Konventionen heraus übernommen bzw. nicht verändert oder infrage gestellt werden. Wie man jedoch intuitive Bedeutungen im archäologischen Befund von expliziten, diskursiven Bedeutungen unterscheiden kann, ist bisher nicht geklärt.
Lewis Binford übte starke Kritik an einigen von Ian Hodder aufgestellten Thesen. So sagt Hodder, dass Archäologie durch den Vorgang des Verstehens die Bedeutungen von Hinterlassenschaften erforschen könne. Gegenstände haben also sowohl einen ihnen zugemessenen ökonomischen Wert als auch einen symbolischen und damit sozialen Charakter. Dieses Verstehen setze aber so viel Vorwissen um die Vergangenheit voraus, dass sie dem Grundstreben der Archäologie Wissen zu schaffen widerstrebt und damit unpraktikabel ist.
Weitere Kritik bezieht sich auf die Annahme Hodders, archäologische Hinterlassenschaften seien als Codes und Symbole zu sehen. Der situationsspezifische Ausdruck ihrer Materialität und Bedeutung sei ergründbar und lesbar. Auch Colin Renfrew schließt sich dieser Kritik an und hält diese theoretischen Ansätze Hodders für nicht praktisch umsetzbar.
Die Hermeneutik als Ansatz, geistige Welten vergangener Kulturen zu erfassen, geht davon aus, dass jedes menschliche Individuum sich in eine ihm fremde kulturelle Situation hineinversetzen kann, und zwar unabhängig von zeitlichen, räumlichen und sozialen Unterschieden. Von einer Gleichartigkeit der geistigen Welten von Gegenwart und vergangenen Kulturen ist aber kaum auszugehen. Da immer nur Bruchstücke aus der Vergangenheit vorhanden sind, wird ein historisch absolut korrektes Forschungsergebnis nie möglich sein. Es ist zudem schwer, mit Hermeneutik rein rational zu argumentieren, weil das Handeln von Menschen nicht nur beabsichtigte, sondern auch unbeabsichtigte Konsequenzen hat. Hinter jedem menschlichen Handeln steht eine Weltsicht der Handelnden, Konzepte und Kategorisierungen, die immer gesellschaftsabhängig sind.
Gerade deswegen ist es wichtig, zwischen dem vergangenen Subjekt und dem forschenden Selbst zu unterscheiden. Ein gründliches Vorwissen bezüglich der vergangenen Kultur ist daher in der Hermeneutik unerlässlich, was der Hermeneutik auch eine ganz klar fehleranfällige datenorientierte Seite gibt.
Ein weiterer Kritikpunkt an strukturalistisch-hermeneutischen Interpretationen ist, dass sie nicht widerlegt werden können, sie eben nur mehr oder eben weniger plausibel sind. Schon früh kritisiert wurden auch die aus strukturalistischen Vorgaben entwickelten Oppositionspaare, die als selbstverständlich angenommen wurden. Der binäre Charakter dieses Denkens muss aber nicht zeitlos gültig sein.
Aber nach Manfred Eggert regte der Post-Prozessualismus mit seiner radikalen Infragestellung der Konzeptionen des Prozessualismus eine selbstkritische Besinnung an, was zum Überdenken traditioneller Positionen führt. Auch nach Bernbeck haben die postprozessualen Ansätze die Debatten über Theorien und den Erkenntnishintergrund der Archäologie stark erweitert. Aus der archäologischen Forschung auf dem Niveau der Synthese seien sie nicht mehr wegzudenken.